# Su nombre es Daphne
Pour plus de détails, voir Fiche technique et Distribution.
Su nombre es Daphne est une comédie dramatique espagnole réalisée par Germán Lorente et sorti en 1966.

## Fiche technique
- Titre original espagnol : Su nombre es Daphne[1]
- Réalisateur : Germán Lorente
- Scénario : Ángel G. Gauna, Enrique Josa, Germán Lorente
- Photographie : Raúl Artigot
- Montage : María Rosa Ester
- Musique : José Solá
- Société de production : Filmco
- Pays de production :  Espagne
- Langue originale : espagnol
- Format : Couleurs - 35 mm
- Durée : 91 minutes
- Genre : Comédie dramatique
- Dates de sortie :
  - Espagne : 10 novembre 1966

## Distribution
- Geneviève Grad : Daphne
- Michel Subor
- José Antonio Amor (en)
- Joaquín Díaz Muntané (es)
- Víctor Israel (es)
- Patricia Loran (en)
- Jaume Picas (es)